# Erna Signe

Original-Segelriss Erna Signe mit Gaffeltakelung, 1911

Die Erna Signe ist eine 12mR-Yacht, die von dem schottischen Yachtkonstrukteur William Fife III. im Jahr 1911 entworfen wurde und auf der Werft Neglinge Varvet August Plym in Stockholm vom Stapel lief. Der Rumpf wurde aus Holz auf Stahlspanten gefertigt. Bestellt wurde Erna Signe von dem schwedischen Unternehmer und Konsul Nils Persson, der die Yacht nach seinen beiden Töchtern Erna und Signe benannte. Er wollte mit der Yacht die Olympischen Spiele 1912 in der 12-Meter-Klasse in Stockholm gewinnen. Erna Signe wurde nach der International First Rule von 1906 konstruiert und konnte somit an den Spielen teilnehmen.
Sie gewann tatsächlich 1912 in ihrer Klasse die Silbermedaille mit dem Eigner Nils Persson am Ruder, knapp geschlagen von der norwegischen Magda IX mit Johan Anker als Konstrukteur und Steuermann. Es nahmen allerdings mangels Interesse nur drei Yachten in der 12-Meter-Klasse teil.
Im folgenden Jahr 1913 konnte Erna Signe durch den Sieg bei der Kieler Woche vor Magda IX Revanche nehmen.
Im Jahr 1914 startete sie mit elf anderen Yachten der 12mR-Klasse während der Europe Week (Europa Woche) vor Horten in Norwegen und segelte auf den vierten Gesamtplatz. Sieger wurde Symra und Zweite Sybillan von Johan Anker. Erna Signe wurde auch in einer Vielzahl nachfolgender Regatten sehr erfolgreich gesegelt.

## Weiterer Werdegang
- 1916 bis 1918 Umbenennung in Marjorie
- 1919 Eigner: G. Jebsen – Umbenennung in Vogue, Heimathafen: Christiania, Oslo, Norwegen
- 1920 Eigner: Sam Bull – Rückbenennung in Erna Signe.
- 1921 bis 1953 neuer Eigner: Ole Schroder, Oberhaupt einer bekannten norwegischen Seglerfamilie, die die Yacht aktiv segelte. 1933 nahm sie an der Jubiläumsregatta des Royal Norwegian Yacht Club (KNS) in Hanko teil, wo sie das erste Rennen gewann. Der schwedische Yachtkonstrukteur Gustaf Estlander nahm Veränderungen an dem originalen Kajütausbau und Gestaltung des Deckslayout vor.
- In den 1950er Jahren wurde die Yacht nach Dänemark verkauft und als Ausbildungsschiff für den Seefahrernachwuchs genutzt.[5]
- 1954 bis 1990 verschwand Erna Signe aus dem Lloyd’s Register
- 1990 bis 1994 Eigner: Bjarne Christensen. Er entfernte den Originalausbau des Rumpfes.
- 1996 bis 1998 Eigner: Fritz Haaning.
- 1998 bis 2003 Eigner: Ole Chr. Schroder, der Sohn des ursprünglichen Eigners der Schroder-Familie. Er erfuhr, dass Erna Signe zum Verkauf stand und brachte sie zurück als Familienyacht. Neuer Heimathafen wurde Oslo in Norwegen. Sie war in einem heruntergekommenen Zustand und benötigte einen umfangreichen Refit. Die Restaurierung wurde im Jahr 2000 bei Walsted Bådeværft in Svendborg, Dänemark abgeschlossen.[6] Der alte Stil wurde respektiert, aber die Yacht wurde nicht in den Originalzustand gebracht. Das Rigg wurde in ein Bermudarigg geändert. Das Deck wurde ersetzt und viele selbstholende Winschen installiert. Der Innenausbau erfuhr eine komplette Erneuerung.
- Im Jahr 2001 Teilnahme an der Weltmeisterschaft der 12-Meter-Klasse in Cowes (America's Cup Jubiläum): 15. Platz in der Classic Division
- 2003 bis 2008 Eigner: Bernt Rognlien Schroder, Heimathafen: Oslo, Norwegen
- 2009 Eigner: Einar Sissener, Heimathafen: Sandefjord, Norwegen
- World Championships Results: 2001 in Cowes (America's Cup Jubilee): fifteenth in the Classic Division
- Seit 2008 ist die „Erna Signe“ Teil der norwegischen Framnæs Collection of Classic Yachts in Sandefjord (Norwegen) und wird in skandinavischen Gewässern für Regatten klargemacht, verchartert und gesegelt.[7]